# Los Corrales de Buelna
Los Corrales de Buelna település Spanyolországban, Kantábria autonóm közösségben. Los Corrales de Buelna Cartes, San Felices de Buelna, Anievas, Arenas de Iguña, Cieza, Mazcuerras és Torrelavega községekkel határos. Lakosainak száma 10 813 fő (2024).

## Népesség
A település népessége az elmúlt években az alábbi módon változott:
| Lakosok száma | 10 847 | 10 825 | 11 223 | 11 610 | 11 519 | 11 230 | 10 912 | 10 841 | 10 742 | 10 813 |
|               | 2001   | 2004   | 2007   | 2009   | 2012   | 2014   | 2017   | 2019   | 2022   | 2024   |